# Луга I
Лу́га 1 — станция Санкт-Петербург-Витебского отделения Октябрьской железной дороги в городе Луга Ленинградской области. Расположена в центре города у пересечения улиц Малой Инженерной и А. Яковлева.

## История

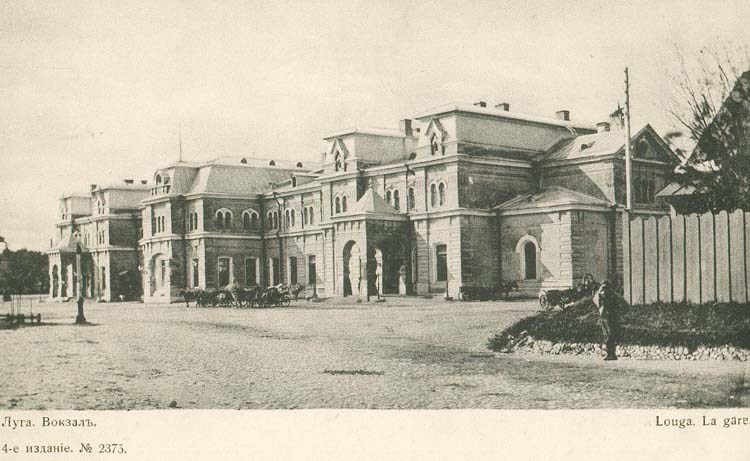
Луга. Довоенное здание вокзала со стороны площади

Станция Луга открыта в 1857 году на 129-й версте Петербурго-Варшавской железной дороги. В марте 1883 года здание вокзала сгорело. Восстановлено в 1883—1885 годах по проекту архитекторов П. О. Сальмоновича и В. И. Королькова.
В 1971 году для движения электропоездов была произведена электрификация станции напряжением 3,3 кВ постоянного тока в составе однопутного участка Сиверская - Луга-I.
В 1986 году от станции Сиверская и до станции Луга-I был сооружен и электрифицирован напряжением 3,3 кВ постоянного тока второй главный путь. В том же году были электрифицированы практически все парковые пути станции и запущено движение грузовых электровозов.

## Современное состояние
Станция является конечной и последней электрифицированной остановкой пригородных поездов из Санкт-Петербурга, а также пригородных поездов (дизель-электропоезда ДТ1) из Пскова и Великого Новгорода. Контактная сеть кончается через 200 метров за платформой.
На станции имеется вокзал с залом ожидания и билетными кассами. В сентябре 2016 года начаты работы по установке турникетов, к январю 2017 года они завершены.
11 октября  2020 года пригородный поезд № 6958/6957 на Великий Новгород отменён.
| Круглогодичное обращение поездов | Круглогодичное обращение поездов | Круглогодичное обращение поездов | Круглогодичное обращение поездов | Круглогодичное обращение поездов |
| № поезда                         | Маршрут движения                 | № поезда                         | Маршрут движения                 | Обслуживание                     |
| -------------------------------- | -------------------------------- | -------------------------------- | -------------------------------- | -------------------------------- |
| 809 «Ласточка»                   | Санкт-Петербург — Псков          | 810 «Ласточка»                   | Псков — Санкт-Петербург          | ДОСС                             |
| 811 «Ласточка»                   | Санкт-Петербург — Псков          | 812 «Ласточка»                   | Псков — Санкт-Петербург          | ДОСС                             |

| Сезонное обращение поездов | Сезонное обращение поездов | Сезонное обращение поездов | Сезонное обращение поездов   |
| № поезда                   | Маршрут движения           | № поезда                   | Маршрут движения             |
| -------------------------- | -------------------------- | -------------------------- | ---------------------------- |
| 223                        | Санкт-Петербург — Псков    | 224                        | Псков — Санкт-Петербург      |
| 6957                       | Луга-1 — Великий Новгород  | 6958                       | Великий Новгород — Луга-1 \| |